# Serlbach
Serlbach ist ein Gemeindeteil der Großen Kreisstadt Forchheim im Landkreis Forchheim (Oberfranken, Bayern).

## Geografie

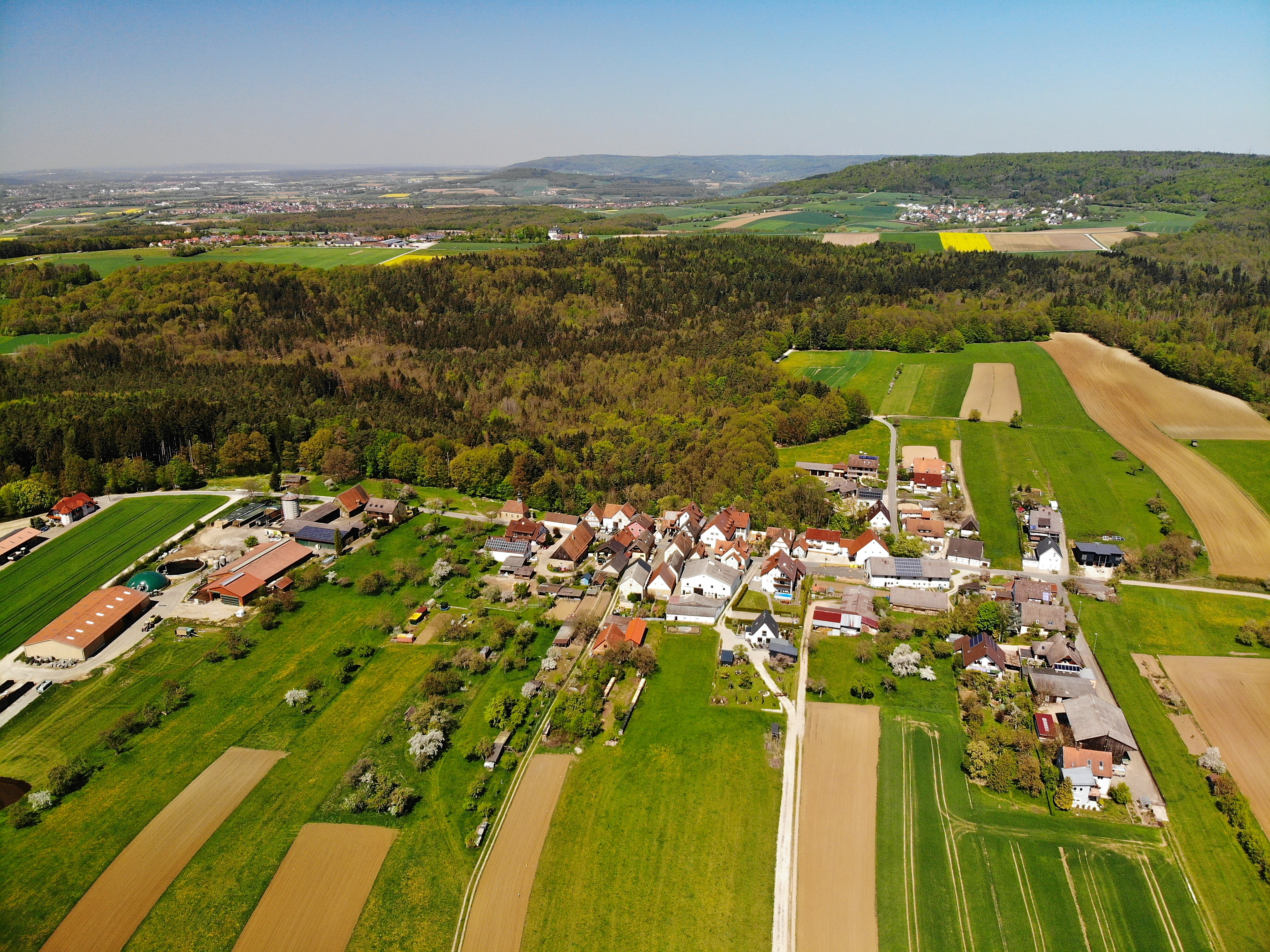
Luftaufnahme Serlbach (2020)

Das Dorf im Erlanger Albvorland liegt etwa drei Kilometer ostnordöstlich des Ortszentrums von Forchheim inmitten einer Rodungsinsel auf 332 m ü. NHN.

## Geschichte
Bis zum Beginn des 19. Jahrhunderts unterstand Serlbach der Landeshoheit des Hochstifts Bamberg. Die Dorf- und Gemeindeherrschaft übte das Amt Forchheim als Vogteiamt aus. Auch die Hochgerichtsbarkeit stand diesem Amt als Centamt zu. Als das Hochstift Bamberg infolge des Reichsdeputationshauptschlusses 1802/03 säkularisiert und unter Bruch der Reichsverfassung vom Kurfürstentum Pfalz-Baiern annektiert wurde, wurde Serlbach der bei der „napoleonischen Flurbereinigung“ in Besitz genommenen neubayerischen Gebiete.
Durch die Verwaltungsreformen im Königreich Bayern zu Beginn des 19. Jahrhunderts wurde Serlbach mit dem Zweiten Gemeindeedikt 1818 ein Gemeindeteil der Ruralgemeinde Reuth. Am 1. Januar 1926 wurde Serlbach in die Stadt Forchheim umgemeindet.

## Verkehr
Eine aus dem Westen von der Kreisstraße FO 17 kommende Gemeindeverbindungsstraße durchquert den Ort und führt weiter nach Reuth. Vom ÖPNV wird das Dorf nicht bedient, die nächsten Bushaltestellen des VGN befinden sich in Forchheim und Reuth, der nächstgelegene Bahnhof an der Bahnstrecke Nürnberg–Bamberg in Forchheim.
Durch Serlbach verläuft der Fränkische Marienweg.

## Baudenkmäler

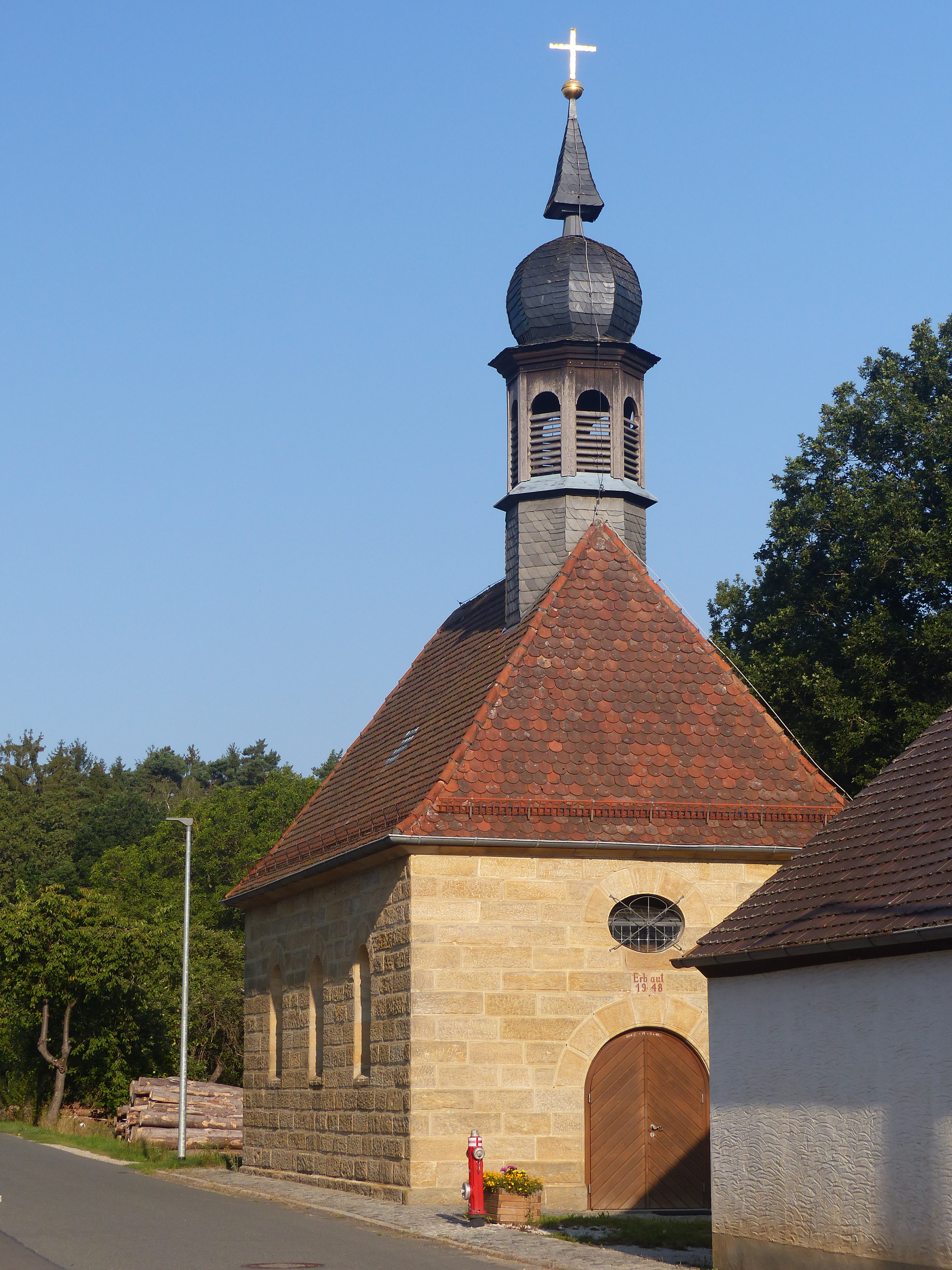
Die Kapelle „Sankt Maria“

In Serlbach gibt es zwei denkmalgeschützte Bauwerke, eine Kapelle und ein aus der ersten Hälfte des 19. Jahrhunderts stammendes Wohnstallhaus.